# Sommer
Sommer je priimek več znanih oseb:
- Elke Sommer, nemška filmska igralka (roj.1940)
- Fredinand Sommer, nemški jezikoslovec (1875-1962)
- Joseph Sommer, ameriški igralec
- Raymond Sommer, francoski dirkač Formule 1
- Vladimir Sommer, češki skladatelj